# Galtellì
Galtellì là một đô thị ở tỉnh Nuoro ở vùng Sardinia của Italia, tọa lạc cách khoảng 140 km về phía đông bắc của Cagliari và cách khoảng 25 km về phía đông bắc của Nuoro. Tại thời điểm ngày 31 tháng 12 năm 2004, đô thị này có dân số 2.452 người và diện tích là 56,8 km².
Galtellì giáp các đô thị: Dorgali, Irgoli, Loculi, Lula, Onifai, Orosei.